# 1018
1018 (MXVIII) fue un año común comenzado en miércoles del calendario juliano.

## Acontecimientos
- 25 de febrero: en Cataluña, Berenguer Ramón I es nombrado conde de Barcelona tras el fallecimiento de su padre Ramón Borrell.[1]
- Caída del Primer Imperio Búlgaro a manos del emperador bizantino Basilio II.

## Nacimientos
- Arnórr Þórðarson jarlaskáld, escaldo de Islandia.
- Bagrat IV de Georgia, rey de Georgia.
- Canuto Hardeknut, rey de Dinamarca e Inglaterra.

## Fallecimientos
- Aeddan ap Blegywryd, príncipe de Gwynedd, Gales.
- Alí ben Hamud al-Nasir, sexto califa de Córdoba. Asesinado.
- Abderramán IV, séptimo califa de Córdoba. Asesinado.
- Baldrick II, Príncipe-obispo de Lieja.
- Enrique I de Austria, margrave de Austria.
- Guillermo II de Provenza, conde de Provenza.
- Harald II de Dinamarca, rey de Dinamarca.
- Iván Vladislav, zar de Bulgaria.
- Tietmaro de Merseburgo, obispo de Merseburgo.